# Liwecka Góra
Liwecka Góra (483 m) – szczyt w Paśmie Brzanki, na Pogórzu Ciężkowickim. Znajduje się w jego bocznym grzbiecie, który od Góry Pasiej odgałęzia się na zachód, na szczycie Góry Liweckiej zmienia kierunek na północny i opada w widły dwóch potoków w miejscowości Ryglice.
Na szczycie Liweckiej Góry znajduje się niewielka polanka. Na drzewie zawieszono skrzynkową kapliczkę św. Walentego. Zbocza porasta las, ale na północnych znajduje się należące do Ryglic osiedle Na Górach. Przez szczyt prowadzi szlak turystyczny.

## Szlaki turystyczne
tworzący zamknięta pętlę: Tuchów (ośrodek rekreacji hippicznej) – Liwecka Góra – Pasia Góra – Brzanka – Ptasznik – Tuchów (ośrodek rekreacji hippicznej)